# ボパール化学工場事故
ボパール化学工場事故（ボパールかがくこうじょうじこ、ヒンディー語:भोपाल गैस काण्ड、英: Bhopal disaster）は、1984年にインドのマディヤ・プラデーシュ州ボパールで発生した化学工場からのガス漏れ事故である。世界最悪の産業災害とされる。
1984年12月2日から3日にかけて、ユニオンカーバイド・インディア社（UCIL）のマディヤ・プラデーシュ州ボパールの農薬製造プラントでガス漏れが発生し、500,000人以上がイソシアン酸メチル（MIC）のガスや他の化学物質に曝露した。強い毒性を持つガスはプラントのそばの貧民街を直撃した。
死者数は推計によって異なる。公式の中間発表では死者数は2,259人とされた。マディヤ・プラデーシュ州政府は3,787人の事故関連の死者を確認している。2006年の政府の陳述書によれば、事故によって558,125人が負傷し、そのうち38,478人が一時的なもので、約3,900人が後遺症の残る深刻なものであったとされる。また別の推計では2週間のうちに8,000人が死亡し、その後さらに8,000人以上が事故が原因の病気で亡くなったとされる。
事故原因については論争がある。インド政府および地元活動家は、怠慢な経営による保守作業の先送りにより、定期的な配管保守の際に水がMICタンクへ逆流するような状況が発生し、事故が起こったと主張する。ユニオンカーバイド社（UCC）はサボタージュ行為によって水がタンクに混入したと主張する。
工場の所有者であるUCILはその過半数の株式をUCCが所有しており、インド政府系銀行とインドの機関投資家・個人投資家が49.1%を持っていた。1989年にUCCは事故訴訟を解決するため4.7億米ドル（2014年の価値で9.07億米ドル）を支払った。1994年にはUCCはUCILの株式をEveready Industries India（EIIL）に売却し、その後EIILはMcLeod Russelと合併した。EIILは1998年に事故現場の除染が終わると、99年の借地契約を終え、土地の管理権を州政府に返上した。事故の17年後の2001年、ダウ・ケミカルがUCCを買収した。
民事および刑事訴訟がボパールの地方裁判所で行われ、UCCおよび事故時のCEOウォーレン・アンダーソンが訴追された。2010年6月にはUCILの会長を含む7名の元従業員がボパールの裁判所で過失致死罪により禁錮2年とそれぞれ2,000米ドルの罰金を宣告された。これはインドの法律のもとでは最高刑であった。8名の前従業員もまた有罪判決を受けたが、判決前に既に死亡していた。アンダーソンは2014年9月29日に亡くなった。
2014年現在でも、工場から漏れ出した化学物質による周辺住民への健康被害が続いている。また、工場を管理していたUCCへの訴訟や責任問題は未解決である。

## 事故に至るまでの経緯
1969年、アメリカのユニオンカーバイド社（UCC）の子会社であるユニオンカーバイド・インディア（Union Carbide India Limited: UCIL）が、自社の『セヴィン』と呼ばれる殺虫成分（カルバリル）を生産するために、インドのマディヤ・プラデーシュ州の州都ボパール（भोपाल）に生産拠点を置いた。セヴィンを生産する際に使用されるイソシアン酸メチル（MIC）の生産プラントが増設されたのは、後の1979年のことである。
1984年12月2日から3日にかけての深夜、MICの入ったタンクの中に水が流入し、発熱反応が起きた。それによりタンク内の温度は200℃にまで上昇して一気に圧力も上昇したことで、約40tのMICがガス状となって流出し、北西の風に乗ってボパールの都市へと流れていった。MICは肺を冒す猛毒である。
工場の近隣市街がスラムという人口密集地域であったことに加え、事件当夜の大気に逆転層が生じて有毒ガスは拡散せず滞留したため、夜明けまでに2,000人以上が死亡し、15万から30万人が被害を受けた。その後、数か月で新たに1500人以上が死亡するなど被害は拡大し続け、最終的にはさまざまな要因で1万5,000人 - 2万5,000人が死亡したとされる。

## 事故の要因
MICはカルバリル製造の反応中間体であり、ホスゲンから製造される。工場には、同じくMICを扱うアメリカ合衆国ウェストバージニア州インスティチテュートの工場と同じ安全基準が適用されていると発表され、事故後もそのように主張された。
事故の要因は以下の通り。
1. 事故の直接の要因は、MIC貯蔵タンクに水が混入したことである。その結果、タンク内部で化学反応がおこり、熱が発生したことで、沸点が39.1℃のMICが蒸発して、大量の有毒ガスが発生し、高圧によってタンクの爆発が起きた。
2. 緊急事態に備えるいくつかの安全手順が回避されていたことが調査により判明している。
  1. タンクに漏れている水を防ぐバッフルプレートの設置が省略されていた。
  2. タンクの冷却に使われる水が不足していた。
  3. 流出したガスを焼却できたフレアタワーが修理中であった。
  4. ガス洗浄装置の中和剤の水酸化ナトリウムが不足していた。
3. 他の工場と統一しなかった従業員の行動規範。安全基準はUCCが当時関連していたインドの工場で「コスト削減計画」の妨げになるとして、1984年11月に意図的に省略されていたとされている。
4. 最近浮上した文書では、UCCがインドの工場へ「無認可のテクノロジー」をしばしば輸出していたことを明らかにしている。
5. 工場が操業した時、地元の医師はガスの性質を知らされていなかった。
6. 災害が発生した際の基本的な対処法（例えば湿らせた布で口を覆うこと）は考えられていなかった。

UCCはこれらの証言や主張を一切認めていない。そして事故はひとりの従業員が検査用の通気孔を通して故意に水をホースで流し込んだものと結論した調査報告をした。ただしこの調査は専門家によるチェックは受けていない。UCCは事故によりこうした方法で水が混入することを見つけることができなかったと主張している。安全システムはこのような破壊活動に対処できるようにはなっていなかった。UCCのボパール工場スタッフは事件の責任を逃れるために多数の記録を偽造した。それらはUCCに対する職務怠慢の申し立てを妨げるもので、インド政府は調査を妨害し、責任のある従業員の起訴を取りやめたと言っている。UCCは公的に破壊工作をした従業員の名指しはしていない。

## ユニオンカーバイドに対する調査と訴訟
1989年に示談による和解が得られ、UCCは事故によって生じた被害に対し、4億7000万米ドルを支払うことに同意した（当初の訴訟では30億ドルが請求されていた）。この和解が報じられると、ユニオンカーバイド（UCC）の株価は、1株あたり2ドル（株価の7%）下がった。
本事故で支払われた賠償金は、石綿症の被害者（UCCは1963年から1985年にかけて石綿の採掘を行っていた）に対してアメリカ合衆国の法廷が同社を含む被告に支払いを命じた額と同額であり、1984年に出した死傷者に対する同社の債務額は100億ドルを超えた。2003年10月の終わりに、ボパールガス事故被災者救援復興局（Bhopal Gas Tragedy Relief and Rehabilitation Department）によって55万4,895人の被害者と1万5,310人の遺族に対して賠償金が支払われた。遺族一家についての平均額は2200ドルであった。
UCCの最高経営責任者であったウォーレン・アンダーソン（1986年に辞任）は、法廷の審理に出席しなかったため、裁判長によって1992年2月1日に逃亡犯として宣告された。犯罪人引渡し条約を締結しているアメリカ合衆国に対し、インド政府は引き渡しを求める通知を送ったが、この要求が受理されることはなかった。多くの活動家が、インド政府は経済自由化により重要な役割を担っている外国人投資家からの報復を恐れ、アメリカに対して激しい要求を行うことをためらっている、と非難した。
事件解決の失敗について、無関心を装うアメリカ合衆国連邦政府の態度は、過去においても特にグリーンピースから強い非難を浴びている。犯人が逃亡したため、インド中央投資局による本事件における過失を理由とする請求額引き下げの嘆願は、インド法廷によって却下された。アンダーソンは現在でも逃亡者としてインド法廷に手配されており、仮に判決が10年以下の禁錮であったとしても、賠償金を支払う義務を負っている。
一方、UCCとの和解によって、政府が受け取った賠償金のうち、一部しか遺族には渡らなかった。地元の人々は、同社と責任者のアンダーソンのみならずインド政府にも裏切られたと感じている。本事件の記念日にはアンダーソンと政治家たちの肖像が焼かれる。2004年4月、インド最高裁判所は政府に対し、賠償金として受け取った残り3億3,000万ドルを被害者と遺族に支払うよう命じた。
UCCはボパール工場を運営していたインド支社を、1994年にインドのバッテリー工場に売却した。2001年にはダウ・ケミカル社が103億ドルの負債を抱えたユニオンカーバイド社を買収した。ダウ・ケミカル社は、UCCの和解による支払いは既に履行されており自社に責任はない、と何度か公式に発表した。しかしながら、遺族によって、ダウ・ケミカル社に対し重度に汚染された土地を清浄化させるための訴訟がアメリカの地方裁判所で行われている。
ダウ・ケミカル社とその子会社となったユニオンカーバイド・アメリカ社がインド法廷の判決に従うことを拒否したため、賠償金の支払い要求先は、現在はユニオンカーバイド・インド社のもと従業員、すなわち元社長・現マヒンドラ ケーシャブ・マヘーンドラ、現社長付き経営取締役 ヴィジャイ・ゴーカレー、元社長兼職務主幹 キショール・カームダール、元工場長 J・ムクンド、元AP部門製造部長 S・P・チョウドリーに移っている。

## 汚染の現状

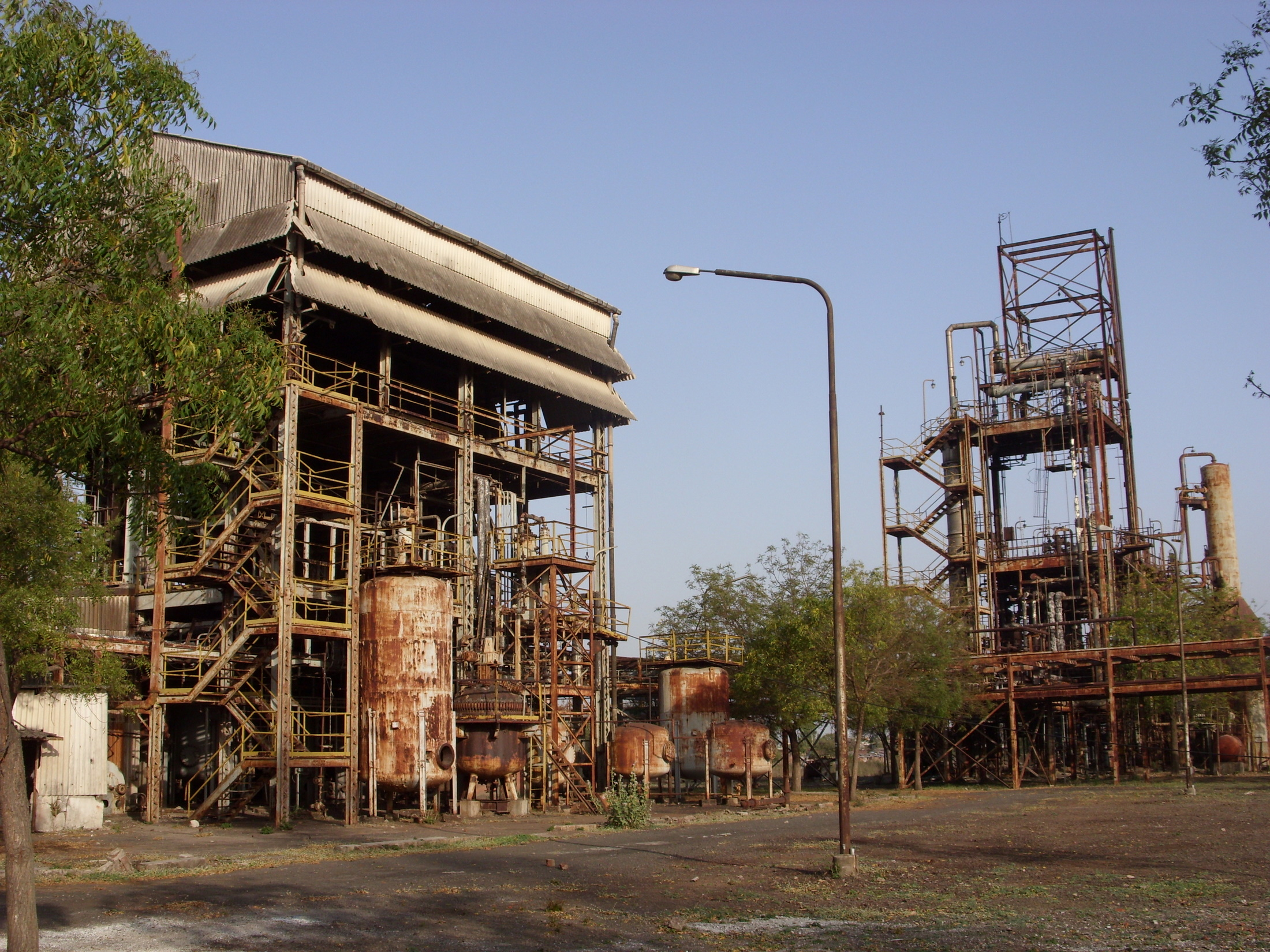
事故後のボパール化学工場（2010年撮影）

工事設備は既に解体され、1999年までに工場跡地の除染は完了したとされている一方で、インド政府が主導する意思を持たなかったため、何トンもの毒性廃棄物が手付かずのまま放置されたこともあり、工場の清浄化は行き詰まった。環境問題研究家たちは、この廃棄物は市の中心部の汚染源となる可能性があり、生じる汚染は何十年にも渡ってゆっくりと広がり、神経系、肝臓、腎臓に障害を与えるおそれがある、と警告している。調査により、事故以来がんなどへの罹患率が高まっていることが示されている。活動家たちはダウ社に汚染物質の除去を求め、インド政府に対し同社からより多くの資金を供与させる命令を出すように要求している。
BBCは2004年11月14日の放送で、事故現場はいまだ数千トンの有毒物質 — 容器が開けっ放しのまま放置され、あるいは地面に流れ出したヘキサクロロベンゼンや水銀などで汚染されているという調査結果を報じた。いくつかの区域は汚染があまりにも激しく、10分以上とどまると意識を失うおそれがあった。降雨によってそれらの流出が起こり、付近一帯の井戸を汚染した。BBCに代わりイギリスから派遣された水質分析者によるボーリング試験によって、汚染濃度はインドの基準値の最大500倍であることが明らかにされた。付近の居住者と、同程度の経済状態の他の地域とを比較する統計調査が行われ、工場近辺ではさまざまな疾患の度合いが高いことを明らかにする結果が報じられた。

## 参考資料
- Alfred de Grazia (1985) (HTML). A Cloud over Bhopal - Causes, Consequences and Constructive Solutions. ISBN 978-0-940268-09-8.  オリジナルの2009年8月26日時点におけるアーカイブ。. "The first book on the Bhopal disaster, written on-site a few weeks after the accident."
- ドミニク・ラピエール、ハビエル・モロ 『ボーパール午前零時五分（上・下）』 長谷泰訳、河出書房新社、2002年。ISBN 4-309-20366-3, ISBN 4-309-20367-1
- インドラ・シンハ 『アニマルズ・ピープル』 谷崎由依訳、早川書房、2011年。ISBN 4152091932、ISBN 978-4152091932
- 三宅敏之、B.Bowonder「ボパール事故 安全管理に見る問題点の解析」『安全工学』第26巻第6号、1987年12月15日、346‐354、doi:10.18943/safety.26.6_346、2024年6月26日閲覧。